# Didderse
Didderse er en kommune i den sydlige del af Landkreis Gifhorn i den tyske delstat Niedersachsen. Den ligger i den vestlige del af amtet (Samtgemeinde) Papenteich.

## Geografi
|                   | Celle (37 km)   | Gifhorn (22 km)      |  |                   |
| Wipshausen (3 km) | Hillerse (5 km) | Rolfsbüttell (4 km)  |  |                   |
|                   |                 | Adenbüttel (3 km)    |  | Wolfsburg (24 km) |
| Ersehof (1 km)    | Neubrück (0 km) |                      |  |                   |
|                   |                 |                      |  |                   |
| Peine (12 km)     |                 | Braunschweig (16 km) |  |                   |

### Beliggenhed
Didderse ligger nord for Braunschweig, mellem Harzen og Lüneburger Heide ved floden Oker. Andre store byer i nærheden er: Wolfsburg, Salzgitter, Wolfenbüttel, Gifhorn, Peine og Celle.